# Confessions Remixed
 (срп. Исповести ремиксоване) је промотивна ремикс компилација поп-певачице Мадоне, издата 11. априла 2006. од стране Warner Bros. Records. Представља троструки винил-сет са ограниченим тиражем од само 3 000 примерака, и издата је само како би промовисала албум Confessions on a Dance Floor.

## Историја албума
Ово специјално издање компилирао је и ремиксовао продуцент већег дела албума Confessions on a Dance Floor, Стјуарт Прајс, под својим различитим надимцима. Надимци под којима се појављује су Paper Faces, SDP, Man with Guitar, Jacques Lu Cont и Thin White Duke.
Ремикс песме Let It Will Be је управо онај који је Мадона изводила на промо концертима и на Confessions Tour. Сви ремикси су продуцирани од стране Стјуарта Прајса, и могу се наћи и на разним CD издањима синглова са албума Confessions on a Dance Floor.

## Списак песама
| # | Име | Трајање |
| - | --- | ------- |
| A |     | 7:57    |
| B |     | 7:57    |
| C |     | 7:23    |
| D |     | 6:17    |
| E |     | 7:42    |
| F |     | 7:28    |